# Tulse Hill
Tulse Hill è un distretto del borgo di Lambeth, a Londra.
È situato a sud di Brixton e Herne Hill, a nord di West Norwood e ad ovest di West Dulwich.

## Storia
Tra il 1352 e il 1537 i terreni che oggi formano Tulse Hill appartenevano a un ordine monastico. In seguito alla dissoluzione dei monasteri, essi cambiarono proprietà più volte, finché negli anni 1650 furono acquisiti dalla famiglia Tulse, che diede il nome alla collina.

## Trasporti
La stazione di Tulse Hill è nella zona 3 ed è servita da treni delle compagnie Southern e Thameslink, diretti alla stazione di London Bridge e alla stazione Victoria. Il quartiere è inoltre servito da molte linee di autobus.

## Società
Ci sono molti pub e ristoranti indiani ma non mancano anche ristoranti di altre nazionalità, molto semplici ma essenziali e a modico prezzo. Il quartiere è prevalentemente abitato da indiani, africani e caraibici. La zona contiene case in stile vittoriano.